# Bombardement de Wurtzbourg
Wurtzbourg est l'une des dernières villes du Troisième Reich à avoir été bombardée à la fin de la Seconde Guerre mondiale. L'attaque la plus meurtrière a lieu le soir du 16 mars 1945, menée par la Royal Air Force. Elle fait 5 000 morts et la tempête de feu déclenchée par les bombes incendiaires ravage la quasi-totalité de la vieille ville historique.

## Histoire

### Contexte
Durant la conférence de Casablanca, le 21 janvier 1943, les forces aériennes de bombardement britannique et d'attaque américaine décident d'agir en commun. La 8th USAAF détruira les infrastructures et les industries stratégiques, surtout la production et la distribution de carburant en Allemagne lors de raids de jour. La Royal Air Force Bomber Command coordonne les attaques de nuit pour ne pas nécessiter de chasseurs.
Le Ministry of Economic Warfare (MFW) britannique (aussi appelé Bomber-Baedeker) estime Wurtzbourg ville d'importance mineure pour l'industrie de l'armement allemande. Wurtzbourg reçoit le code « GH 646 » un centre ferroviaire de peu d'importance et « GH 5566 » pour les installations de transport.
La probabilité que Wurtzbourg soit bombardée est relativement faible avec cette évaluation, un tapis de bombes n'est pas approprié pour éliminer de telles installations. D'autre part, la RAF privilégie depuis l'Area Bombing Directive (en) en 1942 les bombes incendiaires afin d'abaisser le moral de la population allemande.
Fin 1944, les grandes villes d'Allemagne sont déjà largement détruites, les bombardements anglais ont rempli leurs objectifs définis le 22 novembre par Winston Churchill : sept tapis de bombes sur des villes du centre et l'Est de l'Allemagne et trois autres en option. Six sont inscrites. Le Combined Strategic Target Committee établit une nouvelle liste de onze villes le 8 février 1945. Elles s'ajoutent à celles d'une liste antérieure du 23 janvier 1945. Le nom de Wurtzbourg apparaît à présent, la vieille ville est dixième dans la liste. Arthur Travers Harris et l'Air Marshal Saundby donnent à ces missions le nom de code fishcode. Parmi les 94 villes ciblées, Wurtzbourg est désignée sous le nom de bleak.
Les villes sans importance militaire sont sur la liste 1 puis plus tard 2. Ordre est donné d'utiliser des bombes incendiaires qui détruisent et prennent feu facilement. En raison de leurs plans de rues, les villes médiévales sont privilégiées.

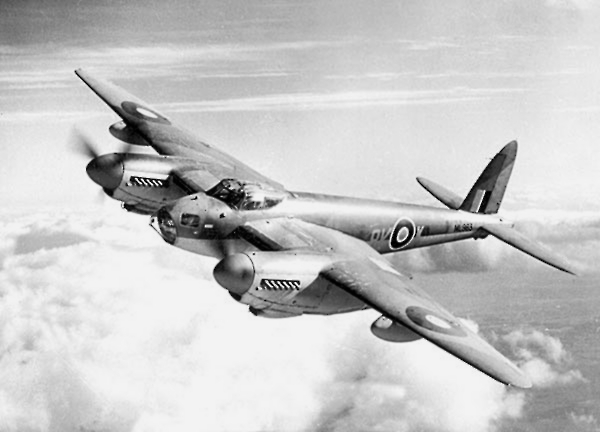
de Havilland Mosquito FB XVI

Wurtzbourg connaît son premier bombardement de faible ampleur en février 1942 (près de la gare au sud de la ville). Un Avro Lancaster qui se dirigeait vers Schweinfurt s'écrase dans le centre-ville le 24 février 1944. Selon les documents établis en 1945, suivent :
- 4-5 février – RAF – 3 de Havilland DH.98 Mosquito
- 5-6 février – RAF – 6 De Havilland Mosquito
- 12-13 février – RAF – 4 De Havilland Mosquito
- 19 février – RAF – 1 à 3 De Havilland Mosquito
- 23 février – USAAF– 37 B 17 (installations ferroviaires)
- 3 mars – RAF – 42 De Havilland Mosquito
- 22 mars – USAAF – 8 Consolidated B-24 Liberator (installations ferroviaires)

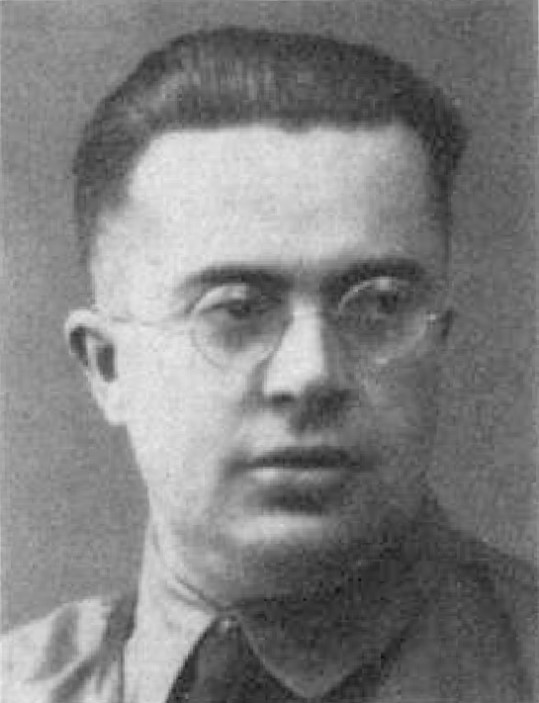
Otto Hellmuth

En mars 1945, la population de Wurtzbourg vit en grande partie dans l'illusion d'avoir été épargnée d'une attaque de grande envergure, car la ville a de nombreux hôpitaux et pas une grande industrie de guerre. La gare principale et les installations ferroviaires ont été gravement endommagées par le bombardement américain du 23 février. L'infanterie américaine pourrait arriver au mois d'avril.
Après l'attaque du 5 février, le commissaire à la défense Otto Hellmuth fait publier dans le Mainfränkischen Zeitung un avertissement clair dans le ton de la propagande nazie : « L'ennemi haineux est effréné dans sa volonté de détruire. Sa terreur aérienne ne s'arrête ni devant les femmes et les enfants, ni les sites historiques. Plus que jamais, il est de notre devoir de se préparer au pire dans ce qui est humainement possible. Nous n'avons pas plus de raison de supposer que les pirates de l'air épargneront Wurtzbourg ».

## Déroulement

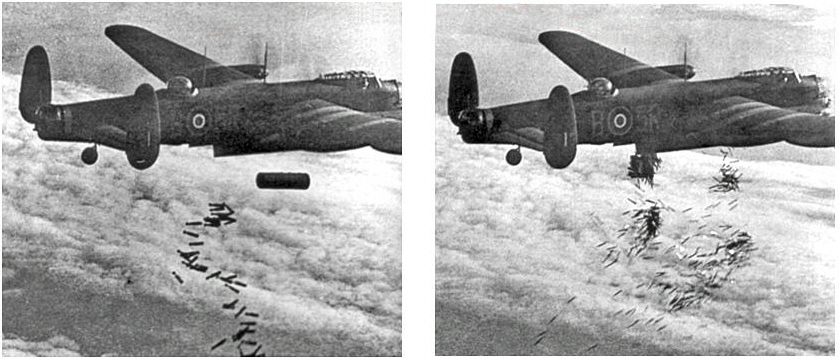
Un Lancaster largue des bombes-mines de deux tonnes (à gauche) puis des bombes incendiaires de 2 kg (à droite)

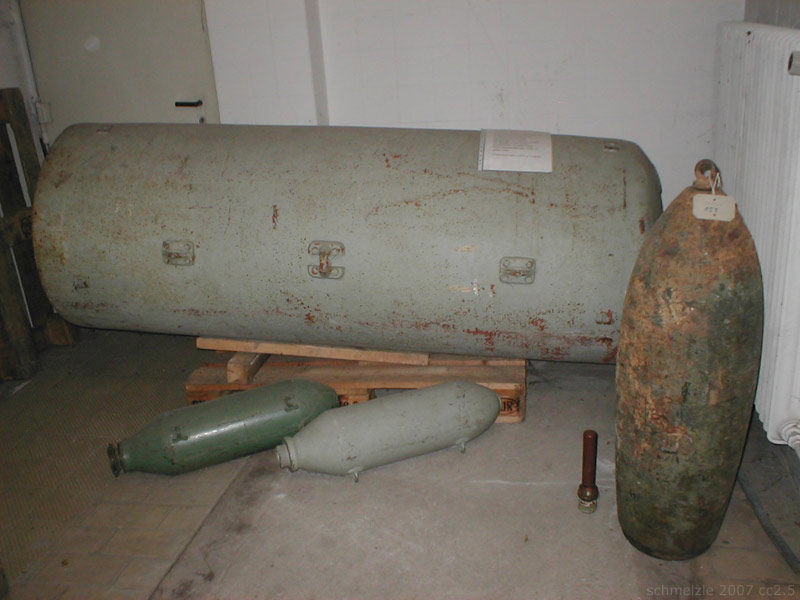
Bombes aériennes britanniques

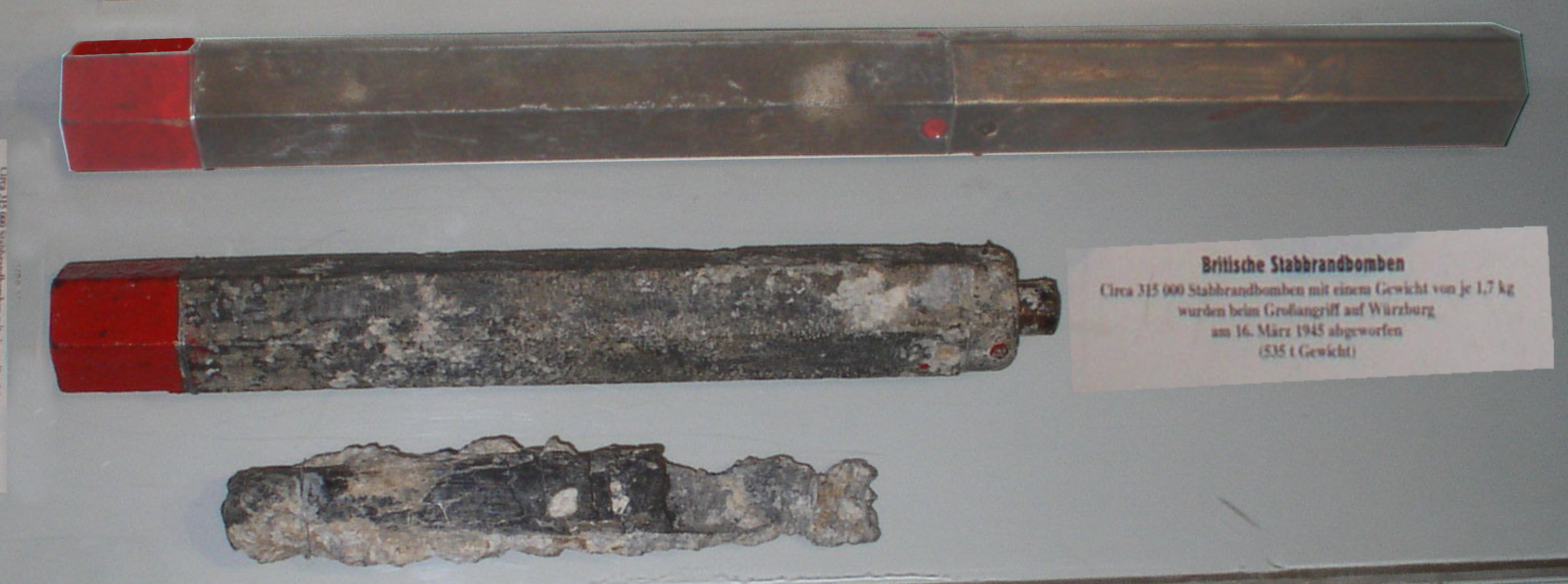
Restes de bombes utilisées lors du bombardement de Wurtzbourg

Le 16 mars 1945, lorsque les Bomber Command de la RAF décollent de High Wycombe, à l'ouest de Londres, il est décidé de faire de Wurtzbourg la cible d'une attaque aérienne en raison des conditions météorologiques favorables prévues sur la ville ce jour-là. L'espace confiné du centre médiéval avec ses nombreuses maisons à colombages promet une tempête de feu. Le responsable de l'attaque est le No. 5 Group RAF (en), déjà présent lors du bombardement de Dresde, du 13 au 15 février 1945.
À 17 heures, 500 bombardiers Avro Lancaster des groupes de bombardement no 1, no 5 et no. 8 quittent l'aéroport en direction de Wurtzbourg et de Nuremberg. Pour tromper les défenses anti-aériennes allemandes, ils prennent une route passant par la Somme, Reims et les Vosges. Ils franchissent le Rhin au sud de Rastatt. À 21 heures, les 225 Lancaster et 11 Mosquito du groupe no 5 se séparent au-dessus de Lauffen pour aller vers le sud.
À 19 heures, à Wurtzbourg, la petite alarme est déclenchée puis, à 20 heures, la grande. Se basant sur un rapport du service d'écoute de la radio de Limburg an der Lahn, l'alerte maximale est donnée à la population de Wurtzbourg à 21 h 07.
À 21 h 25, les premières bombes tombent des Mosquito du 627th Squadron, marquant ainsi de leurs couleurs les zones principales, en vert ce qui est épargné, en rouge ce qui est à détruire. L'heure d'attaque est fixée à 21 h 35 et l'heure de fin à 21 h 42. Toute la vieille ville est ciblée. Le bombardement est en retard dans certains secteurs. À cette fin, les bombardiers doivent survoler les marqueurs rouges à une certaine altitude, prendre leur envol et déclencher leurs bombes à différents moments. La répartition des zones cibles atteintes par les bombes et les différents temps de parcours doivent assurer un effet considérable. Avec une vitesse de croisière de 350 km/h, un bombardier survole en moins d'une minute la zone cible en entier.
Les bombes frappent Wurtzbourg en trois vagues successives de 21 h 25 à 21 h 42. Les 256 lourdes bombes explosives et mines aériennes (396 tonnes) détruisent d'abord les toits et fenêtres pour maximiser l'effet destructeur des 300 000 bombes incendiaires (582 t). Rapidement, à partir des premiers incendies isolés, une tempête de feu se déclenche atteignant des températures de 1 500 à 2 000 °C. Les habitants ont pu se réfugier à l'intérieur d'abris provisoires ou de bunkers peu fortifiés. Pour faciliter l'identification de ces abris, les refuges et leurs issues ont été signalés par des inscriptions sur les murs et des panneaux (par exemple SR / LSR pour le logement / hébergement, NA pour sortie de secours, KSR pour aucun abri). Beaucoup d'autres se sont précipités en dehors de la ville et ont essayé d'atteindre les rives du Main ou les banlieues. Les pompiers luttent contre le feu, puis se limitent pour créer des voies d'eau. Durant le survol de la ville, un Lancaster est abattu par un chasseur de nuit allemand sur le quartier d'Aufstetten, cinq autres sont perdus pendant ou après l'attaque. On dégage des ruines de la ville dans les jours suivant le bombardement environ 3 000 corps dont 2 000 n'étaient pas enregistrés dans les listes de réfugiés dans les abris.
Les équipages des bombardiers peuvent voir la lueur de la ville en flammes jusqu'à 240 km derrière eux. Ils reviennent à leur aérodrome le 17 mars à deux heures du matin.

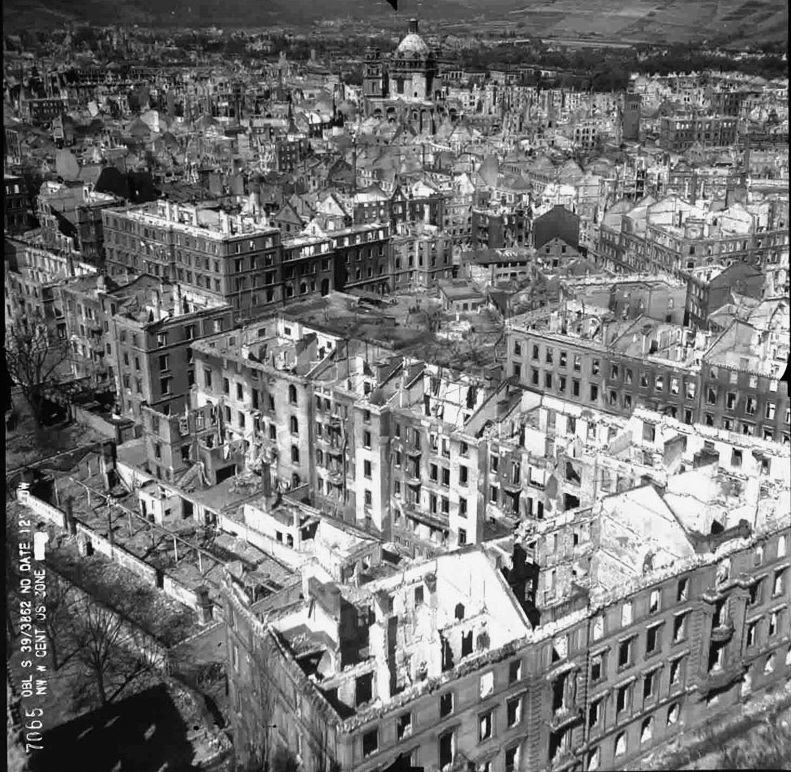
Image aérienne de l'est de la ville à l'automne 1945

Le rapport final des groupes de bombardement no 5 calcule que la destruction du centre-ville est de 89 % et des quartiers avoisinants de 68 %, le pourcentage moyen est donc de 82 %. 1 207 tonnes de bombes ont été utilisées. Seuls le quartier de Versbach et la ville de Veitshöchheim n'ont pas été touchés. Concrètement, 21 062 maisons ont été détruites et 35 églises de Wurtzbourg incendiées. Les monuments touchés sont la cathédrale et une partie de la Résidence, dont la galerie des Glaces. La cage d'escalier avec la célèbre fresque de Giambattista Tiepolo disparaît à la suite de l'effondrement du toit. Les forces d'occupation américaines assureront immédiatement après la guerre la sécurité des monuments délabrés. Le chiffre de 2,7 millions de mètres cubes de gravats est établi en 1964.
La population de Wurtzbourg était avant la guerre environ 108 000, au début de 1945 de 75 à 85 000 personnes. Le jour de l'entrée des Américains, le 6 avril, 36 580 de la ville sont enregistrés. À la fin de 1945, la population s'élève à 53 000.
Les restes des victimes des bombardements sont entreposés dans la cathédrale avant d'aller dans une fosse commune. Une chapelle dans la cathédrale est dédiée à leur mémoire.
Le déblaiement est assuré par des entreprises à partir du 2 avril 1947. L'ancienne grue de Wurtzbourg (de) sur le Main est remise en service à cette occasion.
Chaque année, le 16 mars, Wurtzbourg commémore le bombardement et ses victimes. À l'heure du bombardement (21 h 20 - 21 h 40), toutes les cloches des églises de Wurtzbourg résonnent.